# Junge Nationaldemokraten
Młodzi Narodowidemokraci (Junge Nationaldemokraten, JN) –
oficjalna młodzieżówka Narodowodemokratycznej Partii Niemiec.
W swoich dokumentach programowych deklaruje ona, że jej celem jest wychowywanie młodzieży w duchu narodowym.

## Liderzy JN
- Alfons Huber (1971–1973)
- Günter Deckert (1973–1975)
- Winfried Krauß (1975–1977)
- Gösta Thomas (1977–1980)
- Rainer Vogel (1980–1983)
- Claus Cruse (1983)
- Hermann Lehmann (1983–1987)
- Karl-Heinz Sendbühler (1987–1989)
- Thilo Kabus (1989–1990)
- Frank Kolender (1990–1991)
- Erhard Hübchen (1991–1992)
- Andreas Storr (1992–1994)
- Holger Apfel (1994–1999)
- Sascha Roßmüller (1999–2003)
- Stefan Rochow (2003–2007)
- Michael Schäfer (2007–2012)
- Andy Knape (od 2012)